# Thornton Burgess
Thornton Waldo Burgess fue un conservacionista y escritor de literatura infantil estadounidense nacido en Sandwich (Massachusetts) el 14 de enero de 1874 y fallecido el 5 de junio de 1965 en Hampden (Massachusetts). Fue conocido con frecuencia como Bedtime Story-Man. Escribió alrededor de 170 libros y publicó más de 15.000 relatos en distintos periódicos y revistas. De 1912 a 1960 escribió a diario una columna en el periódico Bedtime Stories.

## Biografía
Nacido en Sandwich (Massachusetts), Burgess era el hijo de Caroline F. Haywood y Thornton W. Burgess Sr., un descendiente directo de Thomas Burgess, uno de los primeros pobladores de Sandwich en 1637. Thornton W. Burgess Sr. murió el mismo año en el que nació su hijo, el joven Thornton Burgess. Fue criado por su madre en humildes circunstancias con parientes o de alquiler. Trabajó en diversos oficios para ahorrar dinero como atender vacas, la venta de dulces o la caza de ratas almizcleras. William C. Chipman, uno de sus jefes, vivía en Discovery Hill Road, un lugar silvestre con bosques y pantanos que se convertiría en un escenario privilegiado de sus obras. Además, muchas de sus experiencias de infancia y de sus conocidos influyeron en su interés por la vida silvestre.
Al graduarse en la Sandwich High School en 1891, Burgess vivió en Boston de 1892 a 1893 donde asistió a una escuela de negocios durante algún tiempo viviendo en Somerville (Massachusetts) al mismo tiempo, pero no le gustaban los negocios y quería dedicarse a escribir. Después se trasladó a Springfield (Massachusetts) donde obtuvo un trabajo como asistente editorial en la Phelps Publishing Company. Sus primeras obras fueron escritas bajo el seudónimo de W. B. Thornton.
Burgess se casó con Nina Osborne en 1905, pero murió apenas un año más tarde, dejándolo solo para criar a su hijo. Se dice que comenzó a escribir cuentos para entretener a su hijo pequeño, Thornton III. Burgess se volvió a casar en 1911. Su esposa Fannie tenía dos hijos de un matrimonio anterior. La pareja más tarde compró una casa en Hampden (Massachusetts), en 1925, que se convirtió en la residencia permanente de Burgess hasta 1957. Su segunda esposa murió en agosto de 1950. Burgess regresó con frecuencia a Sandwich, que él siempre afirmó que era su lugar de nacimiento y hogar espiritual.

## Old Mother West Wind
Muchas de sus observaciones en la naturaleza fueron usadas como base en sus relatos. En su primera obra, Old Mother West Wind, publicado en 1910, el lector conoce a muchos de los personajes que se consolidarán en los libros posteriores y cuentos. Los personajes de la serie Old Mother West Wind incluyen a Peter Rabbit, Jimmy Skunk, Sammy Jay, Bobby Raccoon, Little Joe Otter, Grandfather Frog, Billy Mink, Jerry Muskrat, Spotty the Turtle, Old Mother West Wind y Merry Little Breezes.
Durante los siguientes 50 años, Burgess escribió constantemente libros que fueron publicados en todo el mundo en muchos idiomas, incluido el sueco, francés, alemán, español, italiano y gaélico. Colaboró con él su ilustrador y amigo Harrison Cady de Nueva York y Rockport, Massachusetts. Peter Rabbit fue creado por la autora británica e ilustradora Beatrix Potter, lo que llevó a Burgess a decir, "Me gusta pensar que la señorita Potter le dio a Petter un nombre conocido en todo el mundo, mientras que yo con Mr. Cady quizás le ayudé a hacer un personaje de hecho."
De 1912 a 1960 sin interrupción, Burgess escribió su columna sindicada de periódico diaria, "Bedtime Stories", y también se escuchó a menudo en la radio. Su serie radiofónica  Radio Nature League comenzó en la WBZ, entonces ubicada en Springfield, a principios de enero de 1925. Burgess transmitió el programa desde el estudio en el Hotel Kimball en las noches de los miércoles a las 7:30 p. m.. Elogiado por los educadores y padres de familia, el programa tuvo oyentes y miembros en más de 30 estados en su apogeo. La Radio Nature League de Burgess se disolvió en agosto de 1930, pero continuó dando charlas por radio en la WBZ sobre la conservación y el trato humano de los animales.
En 1960, Burgess publicó su último libro, Now I Remember, Autobiography of an Amateur Naturalist, que representan las memorias de sus primeros años en Sandwich, así como su carrera profesional. Ese mismo año, Burgess, a la edad de 86, había publicado su historieta número 15.000. Murió el 5 de junio de 1965, a la edad de 91 años. Su hijo había muerto repentinamente el año anterior. Sus restos descansan en el cementerio de Springfield, Massachusetts.

## Santuario de Vida Silvestre y Museo
Después de su muerte, la Sociedad Audubon de Massachusetts compró su casa de Hampden y estableció el  Laughing Brook Wildlife Sanctuary en ese lugar; la casa está incluida en el Registro Nacional de Lugares Históricos. El Museo Thornton W. Burgess en Sandwich está abierto desde finales de mayo hasta mediados de octubre.

## Premios y logros
Burgess también participó activamente en los esfuerzos de conservación. Algunos de sus proyectos a lo largo de su vida fueron:
- "The Green Meadow Club" para los programas de conservación de la tierra.
- "Ayudando a aprobar leyes que protegiesen la vida silvestre migratoria.
- "The Bedtime Stories Club" para los programas de protección de la fauna.
- "Happy Jack Squirrel Saving Club" para Sellos y Bonos.
- "The Radio Nature League" transmitida desde WBZA en Boston y WBZ en Springfield, Massachusetts.

Por sus esfuerzos, le fue otorgado a Burgess un Grado Honorario en 1938 por la Universidad Northeastern. El Museo de la Ciencia de Boston le otorgó una medalla de oro especial por "los niños que condujo al camino del gran maravilloso mundo de la naturaleza". También fue galardonado con la Medalla de Servicio Distinguido del Fondo Permanente de Protección de la Naturaleza.

## Legado e influencia
A principios de la década de 1970, una adaptación televisiva de algunas de las obras de Burgess fue producida por un estudio de animación japonés, y más tarde se distribuyó en todo el mundo. La serie fue titulada en español como Fábulas del Bosque Verde.
Una escuela de secundaria en Hampden lleva su nombre en honor a su trabajo para la conservación.
La novela de John Crowley de 1980 Little, Big incluye alusiones a lugares y personajes de los cuentos de Burgess.

## Obras

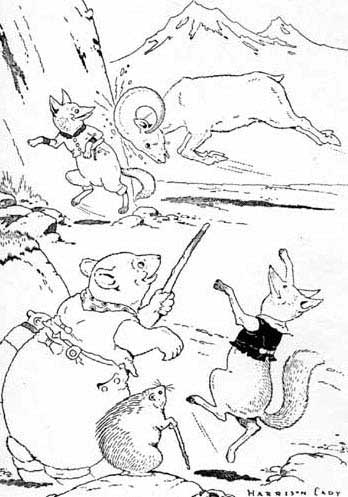
Frontispicio de Harrison Cady de Mother West Wind "Where" Stories representando a los personajes animales de Burgess

- 1905 The Bride’s Primer (contribuidor)
- 1910 Old Mother West Wind
- 1911 Mother West Wind’s Children
- 1912 Baby Possum Has a Scare
- 1912 Baby Possum’s Queer Voyage
- 1912 Mother West Wind’s Animal Friends
- 1912 The Boy Scouts of Woodcraft Camp
- 1913 Little Animal Stories for Little Children
- 1913 Mother West Wind’s Neighbors
- 1913 The Adventures of Reddy Fox
- 1913 The Adventures of Johnny Chuck
- 1913 The Boy Scouts on Swift River
- 1914 A Glad Time Made a Sad Time
- 1914 Danny Meadow Mouse Learns Something
- 1914 Fun with Farmer Brown’s Boy
- 1914 How Unc’ Billy Possum Met Buster Bear
- 1914 Jack Frost Helps Paddy the Beaver
- 1914 Jerry Muskrat Begins to Build
- 1914 Jerry Muskrat Is Laughed At
- 1914 Jerry Muskrat Wins Respect
- 1914 Jumper the Hare Cannot Sleep
- 1914 Mr. Toad and Danny Meadow Mouse Take a Walk
- 1914 Old Mr. Toad Gets His Stomach Full
- 1914 Peter Rabbit Puts on Airs
- 1914 Striped Chipmunk’s Secret Joke
- 1914 The Adventures of Jerry Muskrat
- 1914 The Adventures of Mr. Mocker
- 1914 The Adventures of Peter Cottontail
- 1914 The Adventures of Unc’ Billy Possum
- 1914 The Boy Scouts on Lost Trail
- 1914 Unc’ Billy Possum Has a Fright
- 1915 Mother West Wind "Why" Stories
- 1915 My Own Bedtime Story
- 1915 Peter Rabbit’s Get Acquainted Party
- 1915 The Adventures of Chatterer the Red Squirrel
- 1915 The Adventures of Danny Meadow Mouse
- 1915 The Adventures of Grandfather Frog
- 1915 The Adventures of Sammy Jay
- 1915 The Bedtime Story Calendar
- 1915 The Boy Scouts in a Trapper’s Camp
- 1915 Tommy and the Wishing Stone
- 1915 Tommy’s Wishes Come True
- 1916 Little Animal Stories for Children
- 1916 Mother West Wind "How" Stories
- 1916 The Adventures of Buster Bear
- 1916 The Adventures of Old Man Coyote
- 1916 The Adventures of Old Mr. Toad
- 1916 The Adventures of Prickly Porky
- 1917 An Important Meeting at the Smiling Pool
- 1917 Busy Folks and Sleepy Folks
- 1917 Four little Mice at School and Play
- 1917 Johnny Chuck Loses His Temper
- 1917 Mother West Wind "When" Stories
- 1917 Paddy the Beaver Gives Warning
- 1917 Peter Rabbit Introduces His Big Cousin
- 1917 Peter Rabbit Learns from Striped Chipmunk
- 1917 Striped Chipmunk Has a Secret
- 1917 The Adventures of Paddy the Beaver
- 1917 The Adventures of Poor Mrs. Quack
- 1918 Happy Jack
- 1918 Happy Jack Squirrel’s Thrift Club
- 1918 Mother West Wind "Where" Stories
- 1918 The Adventures of Bobby Coon
- 1918 The Adventures of Jimmy Skunk
- 1919 Mrs. Peter Rabbit
- 1919 The Adventures Bobby White
- 1919 The Adventures of Ol’ Mistah Buzzard
- 1919 The Burgess Bird Book for Children
- 1920 Bowser the Hound
- 1920 Old Granny Fox
- 1920 The Burgess Animal Book for Children
- 1921 Lightfoot the Deer
- 1921 Tommy’s Change of Heart
- 1922 Blacky the Crow
- 1922 Buster Bear Invites Old Mr. Toad to Dine
- 1922 Grandfather Frog Stays in the Smiling Pool
- 1922 Whitefoot the Woodmouse
- 1923 Buster Bear’s Twins
- 1923 The Burgess Flower Book for Children
- 1924 Billy Mink
- 1925 Animal Pictures
- 1925 Little Joe Otter
- 1926 Jerry Muskrat at Home
- 1926 The Christmas Reindeer
- 1927 A Frightened Baby
- 1927 A Great Joke on Jimmy Skunk
- 1927 A Woe-Begone Little Bear
- 1927 An Imp of Mischief
- 1927 Cubby Bear Has a Mind of His Own
- 1927 Cubby Finds an Open Door
- 1927 Cubby Gets a Bath
- 1927 Cubby in Mother Brown’s Pantry
- 1927 Digger the Badger Decides to Stay
- 1927 Grandfather Frog Gets a Ride
- 1927 Happy Jack Squirrel Helps Unc’ Billy
- 1927 Longlegs the Heron
- 1927 Milk and Honey
- 1927 The Neatness of Bobby Coon
- 1927 What Farmer Brown’s Boy Did
- 1928 Bobby Coon Has a Good Time
- 1928 Bowser the Hound Meets His Match
- 1928 Grandfather Frog Fools Farmer Brown’s Boy
- 1928 Happy Jack Squirrel’s Bright Idea
- 1928 Peter Rabbit Learns to Use His New Coat
- 1929 Farmer Brown’s Boy Becomes Curious
- 1929 Little Joe Otter’s Slide
- 1929 The Burgess Seashore Book for Children
- 1929 Wild Flowers We Know
- 1929 Wild Flowers We Should Know
- 1930 Betty Bear’s Lesson
- 1930 Whitefoot’s Secret
- 1932 Big Book of Green Meadow Stories
- 1932 The Burgess Big Book of Green Meadow Stories
- 1933 Birds You Should Know
- 1933 Jimmy Skunk’s Justice
- 1933 Peter Rabbit’s Carrots
- 1935 The Wishing-Stone Stories
- 1937 Big Thornton Burgess Story-book
- 1937 Tales from the Storyteller’s House
- 1937 The Book of Animal Life
- 1938 Mother Nature’s Song and Story Book
- 1938 While the Story-Log Burns
- 1940 A Merry Coasting Party
- 1940 A Robber Meets His Match
- 1940 Bobby Coon’s Mistake
- 1940 Paddy’s Surprise Visitor
- 1940 Peter Rabbit Proves a Friend
- 1940 Reddy Fox’s Sudden Engagement
- 1940 The Three Little Bears
- 1940 Young Flash the Deer
- 1941 Little Pete’s Adventure
- 1941 The Little Burgess Animal Book for Children
- 1941 The Little Burgess Bird Book for Children
- 1942 Animal Stories (también publicado como The Animal World of Thornton Burgess)
- 1942 Little Chuck’s Adventure
- 1942 Little Red’s Adventure
- 1942 Thornton Burgess Animal Stories
- 1944 On the Green Meadows
- 1944 The Feast at Big Rock
- 1944 Why Peter Rabbit’s Ears Are Long And Three Other Stories
- 1945 At the Smiling Pool
- 1945 The Big Book of Burgess Nature Stories
- 1946 The Crooked Little Path
- 1947 The Dear Old Briar-Patch
- 1949 Along Laughing Brook
- 1949 Baby Animal Stories
- 1949 Nature Almanac
- 1950 A Thornton Burgess Picture Story Book
- 1950 At Paddy the Beaver’s Pond
- 1953 Everybody Lends Jerry Muskrat a Hand
- 1953 Peter Rabbit’s Prank
- 1953 Reddy Fox Takes a Bath
- 1954 Peter Rabbit and Reddy Fox
- 1954 The Littlest Christmas Tree
- 1955 Aunt Sally’s Friends in Fur
- 1955 Stories Around the Year
- 1956 50 Favorite Burgess Stories
- 1956 Little Peter Cottontail
- 1957 How Peter Cottontail Got His Name
- 1958 Read Aloud Peter Rabbit Stories
- 1959 Bedtime Stories
- 1959 Nature Stories to Read Aloud
- 1960 Now I Remember: Autobiography of an Amateur Naturalist
- 1963 The Million Little Sunbeams
- 1965 Mother West Wind Stories to Read Aloud
- 1965 The Burgess Book of Nature Lore